# Norman Claridge
 (mai 2025).
Si vous disposez d'ouvrages ou d'articles de référence ou si vous connaissez des sites web de qualité traitant du thème abordé ici, merci de compléter l'article en donnant les références utiles à sa vérifiabilité et en les liant à la section « Notes et références ».
Norman Claridge est un acteur britannique, né le 29 août 1903 à Londres (Royaume-Uni), ville où il est mort le 11 juin 1985.

## Filmographie
- 1932 : Dance Pretty Lady : Jack Danby
- 1938 : The Ringer (TV) : John Lenley
- 1939 : The Fame of Grace Darling (TV) : Brooks Darling
- 1939 : Mr. Jones Dines Out (TV) : The youth who hated fruit
- 1948 : Heures d'angoisse (The Small Voice) : Superintendent
- 1948 : King Lear de Royston Morley : le duc d'Albany
- 1951 : Henry V (TV) : le Roi de France
- 1951 : The Dark Man : The Hospital Doctor
- 1952 : Crow Hollow : Hospital Doctor attending Mrs. Wilson
- 1958 : Womaneater : Dr Patterson
- 1962 : Emergency
- 1966 : Doctor Who (série TV) : épisode « The Massacre of St Bartholomew's Eve » : Prêtre
- 1967 : Le Jardin des tortures (Torture Garden)
- 1967 : They Came from Beyond Space : Dr Frederick Andrews
- 1967 : The Old Campaigner (série TV) : LB (1967) (pilot)
- 1969 : Clegg : Lord Cruikshank
- 1971 : Mr. Forbush and the Penguins (en) de Roy Boulting, Arne Sucksdorff et Alfred Viola : Principal
- 1972 : The Edwardians (en) (feuilleton TV) : Sir Charles Russell
- 1975 : Harry and the Hookers
- 1980 : Brothers and Sisters : le Père